# Jancsik Ferenc (színművész)
Jancsik Ferenc (Pestszenterzsébet, 1946. január 12. –) magyar színész.

## Életpályája
Pestszenterzsébeten született 1946. január 12-én. Iskoláit Csepelen végezte. Pályáját amatőr színészként kezdte a Metro Klubban. 1972-től a kecskeméti Katona József Színház tagja volt. 1974-től a Miskolci Nemzeti Színházhoz szerződött. 1976-tól egy évadot a kaposvári Csiky Gergely Színházban töltött. 1977-től a Békés Megyei Jókai Színház színésze volt. 1980-tól ismét Miskolcon, 1981-től pedig újra Békéscsabán játszott. 1986-tól Budapesten a Nemzeti Színházban, 1987-től a Magyar Színkör tagjaként a Jurta Színházban szerepelt. 1988-tól a Békéscsabai Jókai Színház művésze. Tíz évig színészmesterséget tanított a békéscsabai színiiskolában.

## Filmek, tv
- Shakespeare: Troilus és Cressida (színházi előadás tv-felvétele)
- Shakespeare: Lear király (színházi előadás tv-felvétele)
- Ibsen: Nóra (színházi előadás tv-felvétele)
- Sztyepancsikovo falu és lakói (1986)
- Szigorú idők (1988)
- Margarétás dal (1989)
- Devictus Vincit (1994)
- A nagy fejedelem (1997)
- A föld szeretője (2010)

## Díjak, elismerések
- Békés Megyéért-díj (2016)